# Lisey története (minisorozat)
A Lisey története (eredeti cím: Lisey's Story) amerikai horror-dráma minisorozat, amely Stephen King 2006-os azonos című regényén alapul. A sorozatot Pablo Larraín rendezte és Stephen King írta. 
2021. június 4-én jelent meg az Apple TV+-on.

## Szereplők
Főszereplők
| Színész              | Szerep          |
| -------------------- | --------------- |
| Julianne Moore       | Lisey Landon    |
| Clive Owen           | Scott Landon    |
| Jennifer Jason Leigh | Darla Debusher  |
| Dane DeHaan          | Jim Dooley      |
| Joan Allen           | Amanda Debusher |

Mellékszereplők
| Színész          | Szerep             |
| ---------------- | ------------------ |
| Ron Cephas Jones | Roger Dashmiel     |
| Michael Pitt     | Andrew Landon      |
| Omar Metwally    | Dr. Hugh Alberness |
| Sung Kang        | Dan Boeckman       |
| Peter Scolari    | Dave Debusher      |
| Will Brill       | Gerd Allen Cole    |

## Epizódok
| #  | Cím                                                 | Rendező       | Író          | Premier                           |
| -- | --------------------------------------------------- | ------------- | ------------ | --------------------------------- |
| 1. | Dincsvadászat (Bool Hunt)                           | Pablo Larraín | Stephen King | 2021. június 4. 2021. június 4.   |
| 2. | Vérdincs (Blood Bool)                               | Pablo Larraín | Stephen King | 2021. június 4. 2021. június 4.   |
| 3. | A nyamnyamfa alatt (Under the Yum-Yum Tree)         | Pablo Larraín | Stephen King | 2021. június 11. 2021. június 11. |
| 4. | Fájintos Jim (Jim Dandy)                            | Pablo Larraín | Stephen King | 2021. június 18. 2021. június 18. |
| 5. | A jó fivér (The Good Brother)                       | Pablo Larraín | Stephen King | 2021. június 25. 2021. június 25. |
| 6. | Most csendben kell maradnod (Now You Must Be Still) | Pablo Larraín | Stephen King | 2021. július 2. 2021. július 2.   |
| 7. | Se fény, se szikra (No Light, No Spark)             | Pablo Larraín | Stephen King | 2021. július 9. 2021. július 9.   |
| 8. | Lisey története (Lisey's Story)                     | Pablo Larraín | Stephen King | 2021. július 16. 2021. július 16. |